# Abida (filho de Midiã)
Abida, plural de Abid (árabe: عابدہ‎), de acordo com o livro de Gênesis 25:4, foi um filho de Midiã e neto de Abraão e sua esposa Quetura.
Abraão enviou seus filhos com Quetura para viver no leste, longe do seu meio-irmão Isaque. Abida foi um dos descendentes de Midiã, os midianitas, que ocuparam o território a leste do Jordão (Tobias 1:14) e também grande parte da região leste do Mar Morto (mais tarde ocupado pelos amonitas, moabitas e edomitas), e para o sul através do deserto da Arabá.
Também conhecido como Abi'dah, aparentemente pode ter sido o chefe de uma tribo árabe.